# Vatteneffektivitet
Vatteneffektivitet är ett uttryck som används i bevattningssammanhang. Det är ett mått på den andel av det tillförda vattnet som transpireras av grödan. Vatteneffektiviteten som mått uttrycks ofta som en relation mellan mängd säljbar produkt i relation till vattenmängden som behöver användas, uttryckt som kg/m³. Representativa värden för vanliga sädesslag är 0,1 till 4 kg/m³.